# Wymiary
Wymiary (deutsch Georgenfelde) ist ein Ort in der polnischen Woiwodschaft Ermland-Masuren. Er gehört zur Gmina Kętrzyn (Landgemeinde Rastenburg) im Powiat Kętrzyński (Kreis Rastenburg).

## Geographische Lage
Wymiary liegt in der nördlichen Mitte der Woiwodschaft Ermland-Masuren, drei Kilometer südlich der Stadt Kętrzyn (deutsch Rastenburg).

## Geschichte
Der kleine Gutsort, der bis zum 2. Juni 1877 Abbau Lemke hieß, war bis 1945 ein Wohnplatz innerhalb der Gemeinde Muhlack (polnisch Muławki). Im Jahr 1885 zählte Georgenfelde 15 Einwohner, im Jahr 1905 waren es schon 26.
Aufgrund der Abtretung des gesamten südlichen Ostpreußen an Polen im Jahr 1945 erhielt Georgenfelde die polnische Namensform Wymiary. Der Weiler (polnisch Przysiółek) ist heute „część wsi Muławki“ (= „ein Teil des Ortes Muławki“) innerhalb der Landgemeinde Kętrzyn (Rastenburg) im Powiat Kętrzyński (Kreis Rastenburg), von 1975 bis 1998 der Woiwodschaft Olsztyn, seither der Woiwodschaft Ermland-Masuren zugehörig.

## Kirche
Bis 1945 war Georgenfelde in die evangelische Pfarrkirche Rastenburg in der Kirchenprovinz Ostpreußen der Evangelischen Kirche der Altpreußischen Union, außerdem in die römisch-katholische Kirche St. Katharinen in Rastenburg im Bistum Ermland eingepfarrt.
Heute ist Wymiary katholischerseits weiterhin der Stadt Kętrzyn zugeordnet, die seit 1992 zum Erzbistum Ermland gehört. Evangelischerseits gehört Wymiary zur Johanneskirche Kętrzyn innerhalb der Diözese Masuren der Evangelisch-Augsburgischen Kirche in Polen.

## Verkehr
Wymiary liegt östlich der Woiwodschaftsstraße 591 und ist von Muławki (Muhlack) aus auf direktem Wege zu erreichen. Eine Anbindung an den Bahnverkehr besteht nicht.